# Coenonympha aeolus
Coenonympha aeolus är en fjärilsart som beskrevs av Colin W. Wyatt 1961. Coenonympha aeolus ingår i släktet Coenonympha och familjen praktfjärilar. Inga underarter finns listade i Catalogue of Life.